# اللواء 16 مشاة (إسرائيل)
اللواء 16 مشاة (المعروف أيضًا باسم لواء القدس) هو وحدة احتياطية لقوات الدفاع الإسرائيلية، تنتمي إلى الفرقة 252 "سيناء" .